# Zaberfeld
Zaberfeld è un comune tedesco di 3 961 abitanti, situato nel land del Baden-Württemberg.
Nel suo territorio nasce il fiume Zaber.